# Павлушкино (Торжоцький район)
Павлушкино (рос. Павлушкино) — присілок в Торжоцькому районі Тверської області Російської Федерації.
Населення становить 5 осіб. Входить до складу муніципального утворення Сукромленське сільське поселення.

## Історія
Від 2005 року входить до складу муніципального утворення Сукромленське сільське поселення.

## Населення
| 2010 |
| ---- |
| 5    |